# Oleg Berdos
Oleg Berdos (* 9. Juni 1987 in Chișinău) ist ein moldauisch-rumänischer Radrennfahrer. Bis 2013 startete er für die Republik Moldau und fuhr seit 2014 mit rumänischer Nationalität.
Berdos wurde in den Jahren 2007 und 2009 moldauischer Meister im Straßenrennen. International gewann er 2008 einen Abschnitt des U23-Etappenrennens Giro del Friuli.

## Erfolge
2007
- Moldauischer Meister – Straßenrennen

2008
- eine Etappe Giro del Friuli

2009
- Moldauischer Meister – Straßenrennen

2014
- Punktewertung Tour of Szeklerland

## Teams
- 2010 De Rosa-Stac Plastic
- 2011 De Rosa-Ceramica Flaminia
- 2012 Utensilnord Named
- 2013 Tusnad Cycling Team
- 2014 Tusnad Cycling Team